# Pojačivač detonatora
Pojačivač detonatora (pojačivač eksploziva), je osetljivo eksplozivno punjenje koje deluje kao most između (relativno slabog) konvencionalnog detonatora i eksploziva niske osetljivosti (ali tipično visoke energije), kao što je TNT. To je u stvari srednji detonator, to jest srednje punjenje - eksplozivna naprava koja povećava energiju inicijskog eksplozivnog materijala, inicirajući detonator ne bi li isporučio dovoljno energije da pokrene naelektrisanje niske osetljivosti. Međutim, on detonira primarno punjenje (pojačivač), koji zatim isporučuje eksplozivni udarni talas koji je dovoljno jak da detonira sekundarno, visokoenergetsko punjenje.
Neki od eksploziva kao što su – TNT, Kompozicija B, ANFO i mnogi drugi sa niskom osetljivošću na udar – nemaju dovoljno energije tako da ni sam detonator ne može da ih aktivira, pa zbog toga služe pojačivači detonatora. Za razliku od plastičnog eksploziva C-4, ne mogu se svi eksplozivi detonirati jednostavnim ubacivanjem detonatora i ispaljivanjem.
Pojačivač detonatora obično sadrži od nekoliko desetina grama do nekoliko kilograma (obično nekoliko stotina grama) eksplozivnog materijala. Masivni pojačivači se koriste za detonaciju, na primer, velikih punjenja od stotina kilograma ili desetina tona neosetljivog eksploziva. Eksplozivi koji se često koriste u industriji nisu dovoljno osetljivi kada se detoniraju standardnim eksplozivima zbog nepovoljnih uslova (izloženost vodi, hladnoća, nezgodno postavljanje punjenja). Kao rezultat toga, u područjima rudarstva ili promene planinskog terena, neka od punjenja pripremljenih za detonaciju možda neće eksplodirati, što otežava rad i u velikoj meri smanjuje bezbednost rada. Pri radu u takvim uslovima široko se koriste detonatorski pojačivači (srednja punjenja), koji garantuju efikasnost pokretanja eksplozije.
U početku je pikrinska kiselina korišćena kao pojačivač za detonaciju TNT-a, mada je zamenjena zbog inherentne opasnosti od formiranja pikrata. Tetril je zamenio pikrinsku kiselinu zato što je stabilnija i nekada je bila veoma popularna hemikalija za buster punjenja, posebno tokom Drugog svetskog rata. Međutim, od tada, tetril je u velikoj meri zamenjen drugim sastavima, npr. malim cilindrom ili peletom flegmatizovanog RDX-a (npr. CH-6 ili Kompozicija A-5) ili PETN-a (unutar kojeg se nalazi detonator).
Na čisto tehničkom nivou, dovoljno veliki detonator bi pokrenuo visok eksploziv bez potrebe za dodatnim punjenjem. Međutim, postoje veoma dobri razlozi zašto se ova metoda nikada ne koristi. Prvo, postoji veliki bezbednosni problem, tj. detonatori su (kao i svi primarni eksplozivi) mnogo osetljiviji na udar, toplotu i trenje od pojačivača eksploziva. Stoga, minimiziranje količine primarnog eksploziva koji korisnici moraju da skladište ili nose u velikoj meri smanjuje verovatnoću ozbiljnih nesreća. Dodatni ekonomski razlog za korišćenje punjenja za podizanje eksploziva je taj što su hemijska jedinjenja koja se koriste u detonatorima (npr. olovni sulfnat) relativno skupa za proizvodnju u poređenju sa troškovima proizvodnje pojačivača eksploziva.
Improvizovani eksplozivi često koriste plastični eksploziv kao pojačivač detonatora. Na primer, komad semteksa se utiskuje u otvor detonatora mina minobacača kalibra 120 mm.

## Istorija
Prvo eksplozivno jedinjenje je najverovatnije bio crni barut, koji se obično naziva barut.  Njegovo prvo pojavljivanje datira iz 220. godine pre nove ere kada su ga kineski alhemičari slučajno zapalili. Međutim, barut je u Evropu uveden tek u 13. veku. Po prvi put se koristi u građevinarstvu za izvođenje bagerovanja reke Nirmen u severnoj Evropi.
Godine 1846. italijanski profesor Askanio Sobrero otkrio je tečni nitroglicerin.  Nekoliko godina kasnije, pronalazač po imenu Imanuel Nobel će razviti proces za proizvodnju nitroglicerina. Iste godine, pored pripreme nitroglicerina, neki istraživači su se zainteresovali za nitraciju celuloze u cilju dobijanja nitroceluloze. Autorstvo nitroceluloze pripada nemačkom neorganskom hemičaru Rudolfu Kristijanu Botgeru.  Zbog svoje velike nestabilnosti, nitroceluloza je izazvala brojne havarije u proizvodnim pogonima. Godine 1865. Sir. Frederik Abel objavljuje rešenje pretvaranjem nitroceluloze u oblik paste.
Godine 1875, Alfred Nobel, sin Imanuela Nobela, otkrio je da mešanje nitroceluloze sa nitroglicerinom daje gel. Ovaj gel je kasnije razvijen za proizvodnju dinamit želatina. 
1895. nemački hemičar Ričard Volfenštajn otkrio je TATP 5. TATP (triaceton triperoksid) je deo porodice nestabilnih molekula sačinjenih od cikličnih organskih peroksida.
Kasnije, krajem 19. veka, pikrinska kiselina i trinitrofenol pojavili su se kao zamena za crni prah. Pikrinska kiselina je pripremljena u velikim razmerama 1894. za upotrebu kao osnovni eksploziv u vojnim upotrebama. . 
Konačno, 1863. godine, nemački hemičar Julijus Adolf Vilbrand je otkrio trinitrotoluen (TNT).  1914. postaće standardni eksploziv u vojsci tokom Prvog svetskog rata.

## Klasifikacija

### Fizičko ponašanje
Eksplozija rezultira stvaranjem fronta talasa pritiska. Brzina ovog talasnog fronta određuje klasifikaciju eksploziva. Postoje tri glavne grupe eksploziva:
- Duvanje eksploziva (režim deflagracije);
- Brizantni eksplozivi (detonacioni režim);
- Progresivni eksplozivi su između duvanja i razbijača.

Razlika između režima deflagracije i detonacije nije uvek jasna. U zavisnosti od uslova upotrebe, normalno jak eksploziv može da detonira, a normalno jak eksploziv može da deflagrira.
- Eksplozivi sa duvanjem su projektovani za režim deflagracije, odnosno podzvučnog samosagorevanja (hemijska reakcija se širi brzinom od 10  do 400 m/s u samom eksplozivu).
- Progresivni eksplozivi prate režim supersonične detonacije (od 2.000 do 3.500 m/s).
- Eksplozivi takođe detoniraju (od 4.000 do 9.000 m/s), to je već neka hipersonična brzina detonacije.

Eksplozivi se takođe mogu koristiti za pogon projektila ili raketa u obliku praha ili pogonskog goriva. Režim je tada sagorevanje koje mora biti veoma dobro kontrolisano (primer, dva čvrsta pojačivača sa svake strane rakete Ariane).

#### Eksplozivi koji duvaju a to je režim deflagracije
Eksploziv koji duva je eksploziv koji kada detonira stvara pritisak u pravcima najmanjeg otpora. Ako na zid postavimo malo punjenje eksploziva, tokom eksplozije pritisak će se primeniti na suprotnu stranu zida, zid će ostati netaknut. Naprotiv, da je stavljeno punjenje brizantnog eksploziva, zid bi bio oštećen ili srušen.
Primeri uključuju sledeće klasifikacije duvanja eksploziva:
- crni barut, uglavnom korišćen za stare topove, vatromete i petarde;
- beli prah (nitroceluloza), takođe se koristi u nekim mlaznim pogonima;
- Smeše koje se lako prave: mešavine na bazi uobičajenih proizvoda kao što su lož ulje, đubrivo ili prašak za pranje, što omogućava proizvodnju eksploziva domaće proizvodnje. Mogu se koristiti u borbi u nedostatku sofisticiranijeg materijala, a takve stvari se obično koriste u (gerilskim ratovima, asimetričnim ratovanjima, građanskim ratovima, itd.), ili najčešće za terorističke aktivnosti.

#### Brizantni eksplozivi
Brizantni eksploziv je eksploziv koji prilikom svoje eksplozije vrši pritisak na najotporniju zonu. Jednostavan primer: ako na zid postavimo malo punjenje visokog eksploziva, tokom eksplozije pritisak će se primeniti na zid i izazvati perforaciju zida. Naprotiv, da je postavljeno eksplozivno punjenje, zid ne bi bio perforiran, već bi došlo do jakog efekta eksplozije u pravcu suprotnom od zida.
Brizantni eksplozivi imaju brzinu detonacije koja prelazi 6050 m/s. Najmoćniji poznati (oktanitrokuban) dostiže brzinu detonacije od 10.100 m/s. Među njima se mogu pomenuti -nitro i nitratne grupe, organski peroksidi, hlorati i perhlorati, azotni halogenidi, azidi i fulminati.
Obično se koriste u vojnoj oblasti ili u građevinarstvu. Za pirotehniku, poželjniji su eksplozivi za deflagraciju, jer su razbijači previše složeni za rukovanje. Štaviše, često su veoma toksični, a ponekad čak i kancerogeni.
U građevinarstvu, nitroglicerin, pošto je previše nestabilan, nije upotrebljiv u svom uobičajenom tečnom obliku; ima najširu primenu u medicini, jer je snažan vazodilatator. Građevinski inženjeri najčešće preferiraju dinamit, koji je nitroglicerin stabilizovan dodatkom stabilizatora (najčešće celuloze). U 21. veku, takozvani plastični eksplozivi, koji se sastoje od eksploziva i želatinizatora (u cilju „flegmatizacije“ aktivnog materijala), su u najširoj upotrebi.
U vojnoj inžinjeriji se koristi nekoliko eksploziva:
- čisti melinit (poznat kao pikrinska kiselina ili čak 2, 4, 6-trinitrofenol) se danas više ne koristi, već služi kao standard za davanje koeficijenta praktične upotrebe (UPC) eksploziva, mereći njegovu snagu;
- TNT ili trinitrotoluen je bio široko korišćen tokom Drugog svetskog rata;
- heksolit ili RDKS, čiji je derivat C-4;
- oktolit (isključiva vojna upotreba) bio je najmoćniji eksploziv 1980-ih;
- donarit (trgovački naziv, od nemačkog Donner, "grom") je eksploziv koji sadrži 70 do 80% amonijum nitrata, 15 do 25% trinitrotoluena i 5% nitroglicerina. [1] Njegova brzina detonacije je 4.100 m/s. Koristili su ga vojni inženjeri Vermahta.
- tetritol

Aluminijumski prah se ponekad dodaje TNT-u da bi se povećala snaga eksplozije (npr. amonal).

### Podela po osetljivosti

#### Primarni eksploziv
U pirotehnici, primarni eksploziv ili pokretač je eksplozivna hemikalija, ona koja prva pokreće pirotehnički lanac koji vodi do eksplozije eksplozivnog punjenja.
Nalaze se, na primer u detonatorima. Oni su generalno toksični i opasni proizvodi, izvor mnogih nezgoda od njihovog otkrića.

##### Funkcije
Njegova svrha može biti da pokrene reakciju samostalno, ili da zapali pojačivač eksploziva koji služi kao most između eksploziva niske energije i onog koji ima visoku energiju, ali nisku reaktivnost.

##### Toksičnost
Ovi proizvodi su često toksični i uvek opasni, uključujući posledice zagađenja.

#### Sekundarni eksploziv
Sekundarni eksploziv je eksploziv sposoban da isporuči veoma veliku količinu energije. Ovo je slučaj na primer sa C-3 i C-4.
- trinitrotoluen (TNT)
- nitroglicerin …

Međutim, eksploziv ove vrste je napravljen da bude moćan, ali stabilan koliko god je to moguće. Stoga mu je potrebna energija aktivacije da bi eksplodirala. Uvek se postavlja iza primarnog eksploziva koji deluje kao detonator.
Eksplozija ovog primarnog naelektrisanja daje malo energije u poređenju sa sekundarnim naelektrisanjem, ali dovoljno toplote i udarnog talasa da aktivira ovo drugo punjenje.

##### Eksplozivni pojačivač
Eksplozivni pojačivač, ili sekundarni eksploziv, služi kao most između eksploziva niske energije i onog koji ima visoku energiju (detonatora), ali nisku reaktivnost.
Koncentriše energiju primarnog eksploziva da bi pokrenuo reakciju drugog eksploziva. Pojačivači se stvaraju mešanjem komponenti visoke reaktivnosti i visoke energije u različitim proporcijama.
Na primer, inicijator nema potrebnu energiju aktivacije da pokrene reakciju velike količine visokog eksploziva (kao što su PETN, TNT i ANFO), pojačivač donosi energiju aktivacije potrebnu za pokretanje hemijska reakcija.
Tetril je bio popularan u 20. veku kao pojačivač, posebno tokom Drugog svetskog rata, ali se više ne koristi u 21. veku, jer je zamenjen smešama koje bolje ispunjavaju zahteve modernih eksploziva.
Ovi proizvodi su često toksični.

## Obuka i propisi
Iz razloga bezbednosti korisnika i borbe protiv terorizma, upotreba eksploziva zahteva obuku i poštovanje propisa koji su na snazi u zemlji.  ·  · 
Neophodno je imati ovlašćenja i imati licencu ili sertifikat. Ove diplome priprema ovlašćeno telo tokom obuke. Dobijaju se nakon položenog ispita.
Generalno je zabranjena proizvodnja eksploziva. Oni se mogu dobiti od proizvođača koji plasiraju samo proizvode koji su dobili tehničko odobrenje.  · 
Korisnik takođe mora poštovati pravila koja se odnose na transport i skladištenje eksploziva.
Pored toga, francuski krivični zakon predviđa kaznu od tri godine zatvora i novčanu kaznu od 45.000 evra za širenje neprofesionalnih metoda proizvodnje eksplozivnih naprava. Kazna može ići do pet godina zatvora i 75.000  evra.

## Rizici i opasnosti po životnu sredinu ili zdravlje
Odobreni eksplozivi su bezbedni proizvodi, ali mogu predstavljati opasnost ako se ne poštuju bezbednosna uputstva tokom njihove upotrebe:
- slučajno aktiviranje osetljivih elemenata kao što su detonatori nakon udara, elektromagnetne smetnje;
- određene komponente određenih eksploziva su toksične i mogu biti izvor trovanja usled gasova koje eksploziv ispušta u slabo provetrenom okruženju;
- trovanje kontaktom sa kožom prilikom rukovanja proizvodima;
- ne poštuje se bezbednosna procedura;
- projekcija ili destabilizacija stena i drugih materijala;
- incident tokom gađanja koji zahteva intervenciju pirotehničara na oštećenom uređaju;
- kancerogeno dejstvo ili endokrini disruptor, za određene eksplozive (na primer kao perhlorat);
- eutrofikaciju ili distrofikaciju izazvanu eksplozivima bogatim azotom kada se rastvore u vodi (uključujući i moderne eksplozive koji su veoma stabilni u vazduhu i za koje se smatra da nisu previše agresivni prema okolini jer su fotorazgradivi), ili delimično biorazgradivi, kao npr. guanilurea dinitramid (Fox-12); potonji oslobađa veliku količinu azota u vodu, od čega u obliku nitrat-jona (NO–3).[11] · [12]

Napomena: Primarni eksplozivi poput praha su toliko osetljivi da mogu da reaguju samo sa statičkim elektricitetom koji generiše ljudsko telo ili trenjem.

## Specifične opasnosti od domaćeg eksploziva
Vatrometi, eksplozivi domaće izrade ili improvizovane eksplozivne naprave (IED) mogu predstavljati opasnost za korisnika tokom njihove proizvodnje, transporta ili upotrebe. Neke smeše su nestabilne, detoniraju ili se spontano zapale na niskim temperaturama (40 °C (104 °F)), ili pri slabom udaru, ili posle određenog vremenskog perioda. Operater može biti povređen (otkinuta šaka, opekotine, izdubljeno oko, gubitak sluha, trovanje, delimična evisceracija) ili u ređim slučajevima ubijen. Ovi uređaji ili smeše mogu da povrede druge ljude i izazovu značajnu materijalnu štetu (izduvani zidovi i prozori, požar).

## Detekcija
Elektronski detektori se postepeno razvijaju, ali se mnogo koristi i još uvek se koristi miris određenih životinja kao što su psi, koji mogu da otkriju sumnje na određene proizvode u obliku pripremljenog eksploziva ili čak u obliku primarne komponente (živa, barijum, hlorati itd.), ponekad ne bez opasnosti po zdravlje. 
Nekoliko metoda (uključujući hemijsku analizu i/ili izotopski potpis) omogućavaju otkrivanje porekla određenih eksploziva ili njihovih komponenti u kontekstu istraživanja. 

## Galerija slika
- Pogled na poprečni presek mine M4 koji prikazuje detonator i susedno pojačalo punjenje okruženo glavnim eksplozivnim punjenjem TNT-a
- Pogled na poprečni presek kasetne municije BLU-43 koji prikazuje detonator i susedno pojačalo punjenje
- Pogled u odseku na protivpešadijsku minu M14. Nije potreban pojačivač jer je glavno eksplozivno punjenje tetril, koji je dovoljno osetljiv da ga inicira samo detonator
- Pogled u odseku na raketnu granatu RPG-2 koja pokazuje pojačano punjenje
- Pogled u odseku na mine M2 na kojoj se vidi pojačano punjenje iznad detonatora
- Grupa artiljerijskih granata kalibra 105 mm sa plastičnim eksplozivom stavljenim u džepove upaljača da bi delovala kao pojačalo. Svaka od 5 granata je povezana crvenim detonatorskim štapinom da bi istovremeno detonirala.